# Jeux méditerranéens de 1991
Navigation
Lattaquié 1987 Languedoc-Roussillon 1993
Les XIe Jeux méditerranéens ont eu lieu à Athènes en Grèce du 28 juin au 12 juillet 1991. Cette édition marquait le 40e anniversaire des Jeux, qui avaient été inaugurés en 1951.
L'Italie remporte la première place devant la France et la Turquie.
Cette édition des Jeux méditerranéens a été marquée par les performances des haltérophiles turcs, Halil Mutlu et Naim Süleymanoğlu, du gymnaste italien, Jury Chechi (surnommé le seigneur des anneaux) qui a remporté 6 médailles d'or, des lutteurs turcs qui ont remporté 9 titres sur les 10 de la lutte libre, du Marocain Brahim Boutayeb (5 000 m) de l'Algérienne Hassiba Boulmerka (800 m et 1 500 m), du cycliste espagnol José Manuel Moreno et de la Yougoslave Jasna Šekarić (double médaillée en tir).

## Désignation de la ville organisatrice
Athènes remporte l'organisation de ces jeux par 32 voix contre 26 contre la région française du Languedoc-Roussillon. Cette décision du Comité international des Jeux méditerranéens a lieu le vendredi 11 septembre 1987 à Lattaquié (Syrie) avant l'ouverture des Jeux méditerranéens de 1987.

## Nations participantes
18 nations ont participé à ces Jeux , avec 3200 athlétes , dont 91 athlétes pour la délégation Algérienne .                                                                  * 663 médailles ont été attribuées dans 23 disciplines sportives.
La Libye, Malte, Monaco et Saint-Marin n'ont pas remporté de médailles.

## Programme
Les sports et disciplines suivants ont été disputés lors des Jeux méditerranéens de 1991 :
- Athlétisme (article détaillé)
- Aviron
- Basket-ball
- Boxe (article détaillé)
- Canoë-kayak
- Cyclisme
- Équitation
- Escrime
- Football
- Golf
- Gymnastique artistique et Gymnastique rythmique
- Haltérophilie
- Handball (article détaillé)
- Judo
- Lutte
- Natation (article détaillé)
- Plongeon
- Tennis de table
- Tennis
- Tir
- Voile
- Volley-ball
- Water-polo

### Calendrier
Vingt-trois disciplines sont au programme et sont réparties entre six villes, Athènes, la capitale, étant la plus concernée :
- Athlétisme : du 6 au 11 juin à Athènes
- Aviron : du 1er au 4 juillet à Ioánnina
- Basket-ball : du 1er au 11 juillet à Thessalonique
- Boxe : du 29 juin au 4 juillet à Athènes
- Canoë-kayak : du 7 au 8 juillet à Ioánnina
- Cyclisme : du 1er au 9 juillet à Athènes
- Escrime : du 5 au 8 juillet à Athènes
- Football : du 30 juin au 11 juillet à Athènes, Thessalonique, Patras et Larissa
- Golf : du 4 au 7 juillet à Athènes
- Gymnastique : du 29 juin au 2 juillet à Athènes
- Handball : du 30 juin au 10 juillet à Athènes
- Haltérophilie  : du 30 juin au 2 juillet à Athènes
- Judo : du 29 juin au 2 juillet à Athènes
- Lutte : du 5 au 11 juillet à Athènes
- Natation : du 29 juin au 3 juillet à Athènes
- Plongeon : du 3 au 5 juillet à Athènes
- Sports équestres : du 29 juin au 2 juillet à Athènes
- Tennis : du 4 au 10 juillet à Athènes
- Tir : du 1er au 7 juillet à Athènes et Malakása
- Volley-ball : du 4 au 11 juillet à Athènes
- Water-polo : du 5 au 12 juillet à Athènes
- Voile : du 2 au 9 juillet à Athènes

## Tableau des médailles
| Rang  | Délégations | Médaille d'or | Médaille d'argent | Médaille de bronze | Total |
| 1er   | Italie      | 67            | 49                | 52                 | 168   |
| 2e    | France      | 48            | 57                | 34                 | 139   |
| 3e    | Turquie     | 23            | 11                | 12                 | 46    |
| 4e    | Espagne     | 22            | 39                | 49                 | 110   |
| 5e    | Yougoslavie | 16            | 13                | 09                 | 38    |
| 6e    | Grèce       | 09            | 21                | 30                 | 60    |
| 7e    | Algérie     | 09            | 03                | 05                 | 17    |
| 8e    | Égypte      | 08            | 10                | 17                 | 35    |
| 9e    | Maroc       | 05            | 05                | 10                 | 20    |
| 10e   | Syrie       | 04            | 02                | 05                 | 11    |
| 11e   | Chypre      | 01            | 02                | 01                 | 04    |
| 12e   | Liban       | 01            | 01                | 01                 | 03    |
| 13e   | Tunisie     | 01            | 0                 | 05                 | 06    |
| 14e   | Albanie     | 0             | 04                | 04                 | 08    |
| Total | Total       | 214           | 217               | 234                | 665   |